# Bahnstrecke Eutingen im Gäu–Schiltach
| |                                                                |                                                       |                                                       |
| Streckennummer (DB): | 4880                                                           |                                                       |                                                       |
| Kursbuchstrecke (DB): | 710.8, 721, 740                                                |                                                       |                                                       |
| Kursbuchstrecke: | 302p (1946) 302m (Eutingen (Württ) – Hochdorf (b Horb) 1946)   |                                                       |                                                       |
| Streckenlänge: | 54,782 km                                                      |                                                       |                                                       |
| Spurweite: | 1435 mm (Normalspur)                                           |                                                       |                                                       |
| Streckenklasse: | Eutingen–Horb-Heiligenfeld: D4 Horb-Heiligenfeld–Schiltach: C2 |                                                       |                                                       |
| Stromsystem: | Eutingen–Freudenstadt: 15 kV 16,7 Hz ~                         |                                                       |                                                       |
| Maximale Neigung: | <25 ‰                                                          |                                                       |                                                       |
| Streckengeschwindigkeit: | 100 km/h                                                       |                                                       |                                                       |
| Zugbeeinflussung: | PZB                                                            |                                                       |                                                       |
| |                                                                |                                                       |                                                       |
| \| \| \| von Stuttgart \| \| \| \| 0,000 \| Eutingen im Gäu (ehemals Eutingen (Württ)) \| Eutingen im Gäu (ehemals Eutingen (Württ)) \| \| \| \| nach Horb \| \| \| \| \| von Eutingen im Gäu Em Süd \| \| \| \| \| Eutingen im Gäu Em Nord \| \| \| \| 1,500 \| Anschluss Tanklager Flugplatz Eutingen \| Anschluss Tanklager Flugplatz Eutingen \| \| \| 2,345 \| Eutingen im Gäu Nord (seit 2019) \| Eutingen im Gäu Nord (seit 2019) \| \| \| 4,652 \| Hochdorf (b Horb) \| Hochdorf (b Horb) \| \| \| \| nach Pforzheim \| \| \| \| 9,997 \| Horb-Heiligenfeld (seit 2012) \| Horb-Heiligenfeld (seit 2012) \| \| \| 10,300 \| Anschluss Industriegebiet Heiligenfeld \| Anschluss Industriegebiet Heiligenfeld \| \| \| 12,400 \| Altheim-Rexingen \| Altheim-Rexingen \| \| \| 16,310 \| Bittelbronn \| Bittelbronn \| \| \| 19,757 \| Schopfloch (b Freudenstadt) \| Schopfloch (b Freudenstadt) \| \| \| 23,530 \| Dornstetten (seit 2019) \| Dornstetten (seit 2019) \| \| \| 24,217 \| Dornstetten (bis 2019) \| Dornstetten (bis 2019) \| \| \| \| unvollendete Strecke nach Pfalzgrafenweiler \| \| \| \| 25,171 \| Dornstetten-Aach (seit 2019) \| Dornstetten-Aach (seit 2019) \| \| \| 25,378 \| Kübelbachviadukt (276 m) \| Kübelbachviadukt (276 m) \| \| \| 26,162 \| Stockerbachviadukt (276 m) \| Stockerbachviadukt (276 m) \| \| \| 26,837 \| Grüntal-Wittlensweiler (ehemals Freudenstadt-Grüntal) \| Grüntal-Wittlensweiler (ehemals Freudenstadt-Grüntal) \| \| \| 27,692 \| Ettenbachviadukt (155 m) \| Ettenbachviadukt (155 m) \| \| \| \| von Rastatt \| \| \| \| 29,8+118 \| Freudenstadt Hbf \| Freudenstadt Hbf \| \| \| 29,8+151,429,9+50,0 \| \| \| \| \| \| Freudenstadt-Lauterbad \| \| \| \| 32,185 \| Lauterbadviadukt (213 m) \| Lauterbadviadukt (213 m) \| \| \| 35,668 \| Loßburg-Rodt \| 651 m \| \| \| 36,178 \| Lossburgtunnel (380 m) \| Lossburgtunnel (380 m) \| \| \| 39,050 \| Schwenkenhardttunnel (370 m) \| Schwenkenhardttunnel (370 m) \| \| \| 40,300 \| Ehlenbogen \| Ehlenbogen \| \| \| \| Kinzig \| \| \| \| 44,865 \| Farbmühltunnel (90 m) \| Farbmühltunnel (90 m) \| \| \| 46,148 \| Alpirsbach \| Alpirsbach \| \| \| \| ehem. Landesgrenze Württemberg–Baden (bis 1952) \| \| \| \| \| Kinzig \| \| \| \| 49,398 \| Daistunnel (58 m) \| Daistunnel (58 m) \| \| \| 49,798 \| Stocktunnel (78 m) \| Stocktunnel (78 m) \| \| \| \| Kinzig (60 m) \| \| \| \| 51,072 \| Schenkenzell \| Schenkenzell \| \| \| 51,821 \| Schenkenbergtunnel (100 m) \| Schenkenbergtunnel (100 m) \| \| \| \| Kinzig \| \| \| \| 54,050 \| Schiltach Mitte \| Schiltach Mitte \| \| \| 54,407 \| Schiltacher Tunnel (117 m) \| Schiltacher Tunnel (117 m) \| \| \| \| von Schramberg \| \| \| \| 54,782 \| Schiltach \| Schiltach \| \| \| \| nach Hausach \| \| \| \| \| \| \| \| Quellen: [1][2] \| \| \| \| |                                                                |                                                       |                                                       |
| Strecke |                                                                | von Stuttgart                                         | von Stuttgart                                         |
| Bahnhof | 0,000                                                          | Eutingen im Gäu (ehemals Eutingen (Württ))            | Eutingen im Gäu (ehemals Eutingen (Württ))            |
| Abzweig geradeaus und nach links |                                                                | nach Horb                                             | nach Horb                                             |
| Abzweig geradeaus und von links |                                                                | von Eutingen im Gäu Em Süd                            | von Eutingen im Gäu Em Süd                            |
| Blockstelle |                                                                | Eutingen im Gäu Em Nord                               | Eutingen im Gäu Em Nord                               |
| Abzweig geradeaus und ehemals nach rechts | 1,500                                                          | Anschluss Tanklager Flugplatz Eutingen                | Anschluss Tanklager Flugplatz Eutingen                |
| Haltepunkt / Haltestelle | 2,345                                                          | Eutingen im Gäu Nord (seit 2019)                      | Eutingen im Gäu Nord (seit 2019)                      |
| Bahnhof | 4,652                                                          | Hochdorf (b Horb)                                     | Hochdorf (b Horb)                                     |
| Abzweig geradeaus und nach rechts |                                                                | nach Pforzheim                                        | nach Pforzheim                                        |
| Haltepunkt / Haltestelle | 9,997                                                          | Horb-Heiligenfeld (seit 2012)                         | Horb-Heiligenfeld (seit 2012)                         |
| Abzweig geradeaus und nach links | 10,300                                                         | Anschluss Industriegebiet Heiligenfeld                | Anschluss Industriegebiet Heiligenfeld                |
| ehemaliger Bahnhof | 12,400                                                         | Altheim-Rexingen                                      | Altheim-Rexingen                                      |
| Haltepunkt / Haltestelle | 16,310                                                         | Bittelbronn                                           | Bittelbronn                                           |
| Bahnhof | 19,757                                                         | Schopfloch (b Freudenstadt)                           | Schopfloch (b Freudenstadt)                           |
| Haltepunkt / Haltestelle | 23,530                                                         | Dornstetten (seit 2019)                               | Dornstetten (seit 2019)                               |
| ehemaliger Bahnhof | 24,217                                                         | Dornstetten (bis 2019)                                | Dornstetten (bis 2019)                                |
| Abzweig geradeaus und ehemals nach rechts |                                                                | unvollendete Strecke nach Pfalzgrafenweiler           | unvollendete Strecke nach Pfalzgrafenweiler           |
| Haltepunkt / Haltestelle | 25,171                                                         | Dornstetten-Aach (seit 2019)                          | Dornstetten-Aach (seit 2019)                          |
| Brücke | 25,378                                                         | Kübelbachviadukt (276 m)                              | Kübelbachviadukt (276 m)                              |
| Brücke | 26,162                                                         | Stockerbachviadukt (276 m)                            | Stockerbachviadukt (276 m)                            |
| Haltepunkt / Haltestelle | 26,837                                                         | Grüntal-Wittlensweiler (ehemals Freudenstadt-Grüntal) | Grüntal-Wittlensweiler (ehemals Freudenstadt-Grüntal) |
| Brücke | 27,692                                                         | Ettenbachviadukt (155 m)                              | Ettenbachviadukt (155 m)                              |
| Abzweig geradeaus und von rechts |                                                                | von Rastatt                                           | von Rastatt                                           |
| Bahnhof | 29,8+118                                                       | Freudenstadt Hbf                                      | Freudenstadt Hbf                                      |
| Kilometer-Wechsel | 29,8+151,429,9+50,0                                            |                                                       |                                                       |
| ehemaliger Haltepunkt / Haltestelle |                                                                | Freudenstadt-Lauterbad                                | Freudenstadt-Lauterbad                                |
| Brücke | 32,185                                                         | Lauterbadviadukt (213 m)                              | Lauterbadviadukt (213 m)                              |
| Haltepunkt / Haltestelle | 35,668                                                         | Loßburg-Rodt                                          | 651 m                                                 |
| Tunnel | 36,178                                                         | Lossburgtunnel (380 m)                                | Lossburgtunnel (380 m)                                |
| Tunnel | 39,050                                                         | Schwenkenhardttunnel (370 m)                          | Schwenkenhardttunnel (370 m)                          |
| ehemaliger Bahnhof | 40,300                                                         | Ehlenbogen                                            | Ehlenbogen                                            |
| Brücke über Wasserlauf |                                                                | Kinzig                                                | Kinzig                                                |
| Tunnel | 44,865                                                         | Farbmühltunnel (90 m)                                 | Farbmühltunnel (90 m)                                 |
| Bahnhof | 46,148                                                         | Alpirsbach                                            | Alpirsbach                                            |
| ehemalige Grenze |                                                                | ehem. Landesgrenze Württemberg–Baden (bis 1952)       | ehem. Landesgrenze Württemberg–Baden (bis 1952)       |
| Brücke über Wasserlauf |                                                                | Kinzig                                                | Kinzig                                                |
| Tunnel | 49,398                                                         | Daistunnel (58 m)                                     | Daistunnel (58 m)                                     |
| Tunnel | 49,798                                                         | Stocktunnel (78 m)                                    | Stocktunnel (78 m)                                    |
| Brücke über Wasserlauf |                                                                | Kinzig (60 m)                                         | Kinzig (60 m)                                         |
| Haltepunkt / Haltestelle | 51,072                                                         | Schenkenzell                                          | Schenkenzell                                          |
| Tunnel | 51,821                                                         | Schenkenbergtunnel (100 m)                            | Schenkenbergtunnel (100 m)                            |
| Brücke über Wasserlauf |                                                                | Kinzig                                                | Kinzig                                                |
| Haltepunkt / Haltestelle | 54,050                                                         | Schiltach Mitte                                       | Schiltach Mitte                                       |
| Tunnel | 54,407                                                         | Schiltacher Tunnel (117 m)                            | Schiltacher Tunnel (117 m)                            |
| Abzweig geradeaus und ehemals von links |                                                                | von Schramberg                                        | von Schramberg                                        |
| Bahnhof | 54,782                                                         | Schiltach                                             | Schiltach                                             |
| Strecke |                                                                | nach Hausach                                          | nach Hausach                                          |
| |                                                                |                                                       |                                                       |
| Quellen: |                                                                |                                                       |                                                       |

Die Bahnstrecke Eutingen im Gäu–Schiltach, abschnittsweise auch als Gäubahn beziehungsweise Kinzigtalbahn bezeichnet, ist eine Eisenbahnstrecke in Baden-Württemberg. Sie verbindet Eutingen im Gäu über Freudenstadt mit Schiltach und führt durch die Kulturlandschaft des Gäus und des Schwarzwalds.
Die Strecke ist das Verbindungsglied von der Landeshauptstadt Stuttgart zur Bahnstrecke Hausach–Schiltach und fungierte bis 1974 als Hauptbahn. Seit Mitte der 1970er Jahre war sie jedoch immer wieder von der Stilllegung bedroht. Erst 2006 erfolgten im Zuge der Realisierung des Regionalnetzes Freudenstädter Stern umfangreiche Sanierungsarbeiten sowie die Elektrifizierung. Schließlich wurde der Abschnitt Eutingen im Gäu–Freudenstadt Hbf in das Karlsruher Stadtbahnnetz integriert und nach über einem Jahrzehnt wieder Direktverbindungen von Freudenstadt nach Stuttgart eingeführt.
Die von dem Eisenbahningenieur Georg von Morlok geplante Strecke ist durch vier architektonisch anspruchsvolle Viadukte und tiefe Felseinschnitte gekennzeichnet.

## Verlauf
In Eutingen zweigt die Strecke nach Schiltach von der Strecke Stuttgart–Horb ab, um in westliche Richtung durch die weite Gäuebene zu verlaufen und in Hochdorf (b Horb) Anschluss an die Nagoldtalbahn herzustellen. Mit südwestlichem Einschlag werden auf Horber Gemarkung einige kurze Waldstücke und Lichtungen durchfahren bis Bittelbronn erreicht wird. In Richtung Nordwesten weiter verlaufend wird der Ort Schopfloch von der Strecke am Rande berührt. Ab hier charakterisieren mächtige Felseinschnitte und offenliegende Gesteinsformationen den weiteren Verlauf. Kurz vor Dornstetten eröffnet sich eine weite, unversperrte Sicht auf die Ausläufer des Schwarzwaldes. Vorwiegend westwärts führend wird der Freudenstädter Hauptbahnhof im Süden der Stadt erreicht. Im weiteren Verlauf senkt sich die Trasse dann ins Tal der Kinzig ab, der sie von Loßburg bis Schiltach folgt und dort an die Strecke nach Hausach anschließt.

## Geschichte

### Die Idee und ihre Umsetzung (1865–1879)
Eine Regierungsvorlage vom 28. April 1865 erwähnt bereits eine „Gäu-Bahn“ Stuttgart–Freudenstadt als zu bauende Strecke. Sie sollte die württembergische Hauptstadt Stuttgart mit dem Schwarzwald und zukünftigen Bahnstrecken im Murg- und Kinzigtal verbinden. Etwaige Probleme durch einen 1,56 Kilometer langen Verlauf durch hohenzollerisches Gebiet zwischen Bittelbronn und Schopfloch umging man vorausschauend, indem diese Bauoption im Staatsvertrag zwischen Württemberg und Preußen vom 13. März 1865 vereinbart wurde.
Die volkswirtschaftliche Kommission der II. Kammer stellte fest, „daß sich Württemberg [mit der Gäubahn] anschicke, in die Reihe der Konkurrenten [gemeint ist insb. Baden] auf dem Wege zum Skt. Gotthard einzutreten.“ Zudem entstehe mit der Gäubahn eine fast gerade Linie, welche „das Land von dem einen Ende (Freudenstadt) zum anderen (Grenze bei Crailsheim)“ durchschneide. In ihrer 116. und 117. Sitzung beschloss die Kammer den Bau der Bahnstrecke.
Mit der baulichen Leitung der Strecke betraute die Regierung den württembergischen Architekt und Eisenbahningenieur Georg von Morlok. Morlok selbst bezeichnete den notwendigen großflächigen Einschnitt in die versumpften Gesteinsformationen bei Schopfloch sowie den Bau des Ettenbachviaduktes bei Wittlensweiler als besonders heikel, ja gar nach Expertenmeinung für teilweise „nahezu unmöglich“.
Gleichwohl konnten die Königlich Württembergischen Staats-Eisenbahnen die etwa 88 km lange Strecke von Stuttgart über Herrenberg und Eutingen bis Freudenstadt am 1. September 1879 am Stück feierlich eröffnen. Eigens für die Einweihung wurde ein „Gäu-Bahn-Eröffnungsmarsch“ komponiert. Die neue Bahnstrecke erhielt am 4. November 1886 im Hauptbahnhof Freudenstadt eine Fortsetzung in Richtung Schiltach, wo sie in die Bahnstrecke Hausach–Schiltach übergeht und hat in Hochdorf Anschluss an die Nagoldtalbahn. Somit war Freudenstadt von Stuttgart auch über die seit 1874 bestehende württembergische Schwarzwaldbahn erreichbar. Diese alternative Verbindung von Stuttgart nach Freudenstadt verlor den Wettbewerb gegenüber der neuen und kürzeren über Böblingen führenden Verbindung.

### Entwicklung bis zum Zweiten Weltkrieg (1879–1945)
Da man das Gleis der Strecke Stuttgart–Freudenstadt in den damals schon vorhandenen Eutinger Bahnhof einführte, mussten die Züge von Stuttgart nach Freudenstadt in Eutingen Kopf machen. Zunächst verkehrten auf der Strecke nur drei planmäßige Züge pro Tag und die Signale und Weichen wurden von Hand gestellt. Es zeigte sich jedoch schnell, dass dies mit dem zunehmenden Verkehr und den gestiegenen Sicherheitsstandards Probleme verursachte. So wurde bis 1891 ein Stellwerk am Hauptbahnhof Freudenstadt errichtet.
Um 1900 wurde Freudenstadt Ziel des Bäderzuges von Frankfurt und Wiesbaden über Karlsruhe, Pforzheim und Hochdorf.
Ende der 1920er Jahre begann der Bau einer Nebenstrecke, die von Dornstetten über Dornstetten-Hallwangen nach Pfalzgrafenweiler führen sollte. Das Projekt wurde aus finanziellen Gründen aber nie vollendet. Umfunktionierte Bahndämme erinnern heute an dieses Kapitel.

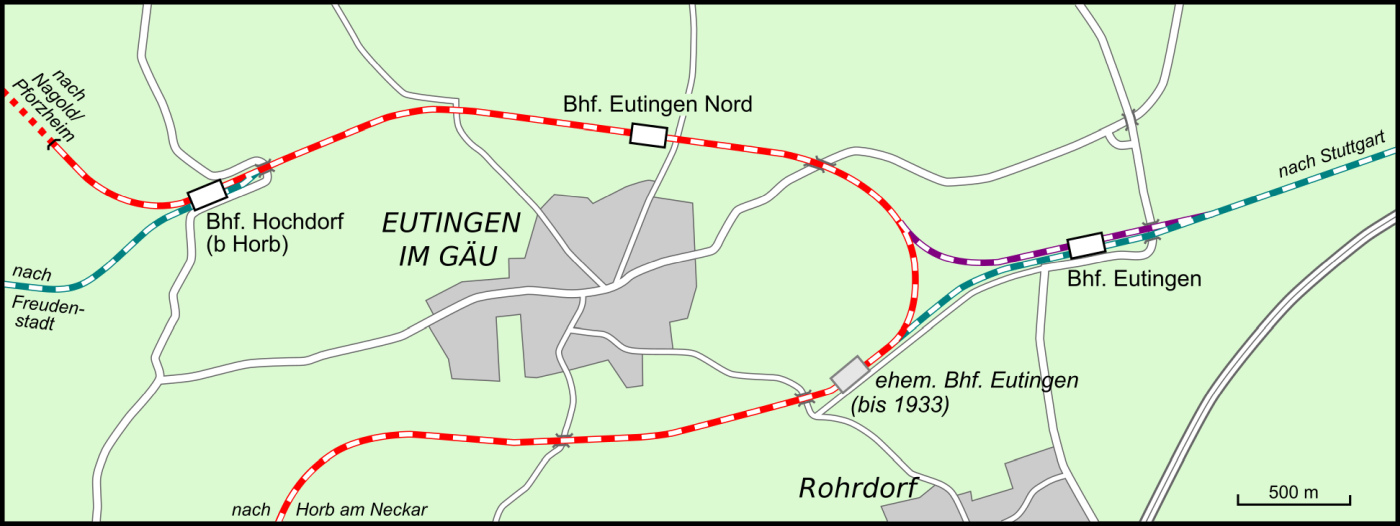
Lage des alten und neuen Bahnhofs Eutingen

1933 wurde der Eutinger Bahnhof an seine heutige Position verlegt. Zeitgleich entstand eine Verbindungskurve, wodurch für Züge der Relation Stuttgart–Freudenstadt fortan die Notwendigkeit eines Fahrtrichtungswechsels entfiel. Auch begann damals zwischen Eutingen und Hochdorf der zweigleisige Bahnbetrieb. Zuvor hatte ein Gleis den Zügen von und nach Pforzheim und eines den Zügen von und nach Freudenstadt gedient.
Wenige Tage vor Ende des Zweiten Weltkrieges und vier Stunden vor dem Einmarsch französischer Truppen in Freudenstadt sprengte die deutsche Wehrmacht die drei Viadukte im Abschnitt Eutingen im Gäu–Freudenstadt. Es gab lange Zeit keinen Bahnbetrieb.

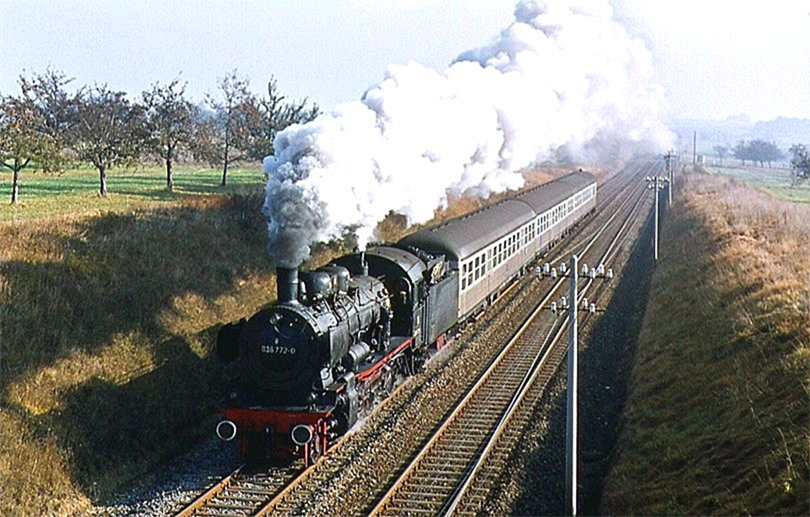
Dampfbetrieb auf dem damals zweigleisigen Abschnitt zwischen Eutingen und Hochdorf, 1973

### Wiederinbetriebnahme und drohende Stilllegung (1945–1990)
Erst am 1. September 1949 konnte die Strecke, nach Reparatur des letzten Viadukts, wieder befahren werden. Ebenfalls ab September 1949 verkehrte der sogenannte Franzosenzug, ein Eilzug mit dem etwas ungewöhnlichen Laufweg Offenburg–Hausach–Freudenstadt–Horb–Tübingen. Seinen Namen hatte er bekommen, weil er überwiegend dem französischen Militärverkehr diente.
Nach Übernahme der Strecke durch die Deutsche Bundesbahn wurde in Freudenstadt ein elektromechanisches Stellwerk gebaut. Es folgte eine Zeit der Blüte für den Tourismus im Schwarzwald, wovon insbesondere Freudenstadt profitierte. Im Jahr 1954 wurde das Wärterstellwerk Hochdorf in Richtung Eutingen außer Betrieb gesetzt und ein Fahrdienstleiter-Mittelstellwerk gebaut. Damit ging eine Vereinfachung des Spurplanes einher.
Unter anderem durch beliebter werdende Fernreiseziele und einer Verlagerung des Verkehrs auf die Straße kam es in den 1960er-Jahren zu einem starken Rückgang der Fahrgastzahlen. Gegen Ende des Jahrzehnts kamen so Überlegungen für eine Streckenstilllegung auf. Durch Zusammenhalt von Kommunalpolitik und Interessenverbänden sowie mit Unterstützung der Bundespolitik konnte dies jedoch abgewendet werden. Dennoch erfolgten lange Zeit kaum Investitionen in Wagenmaterial und Infrastruktur. 1974 wurde die Strecke von einer Hauptbahn zur Nebenbahn herabgestuft, ein Jahr später der Haltepunkt Freudenstadt-Grüntal stillgelegt.
1985 kam es zum Abbau des zweiten Gleises zwischen Eutingen und Hochdorf. 1988 wurde die Güterverladung in Hochdorf eingestellt. Ebenfalls 1988 wurde der Bahnhof Eutingen von Eutingen (Württ) nach Eutingen im Gäu umbenannt.

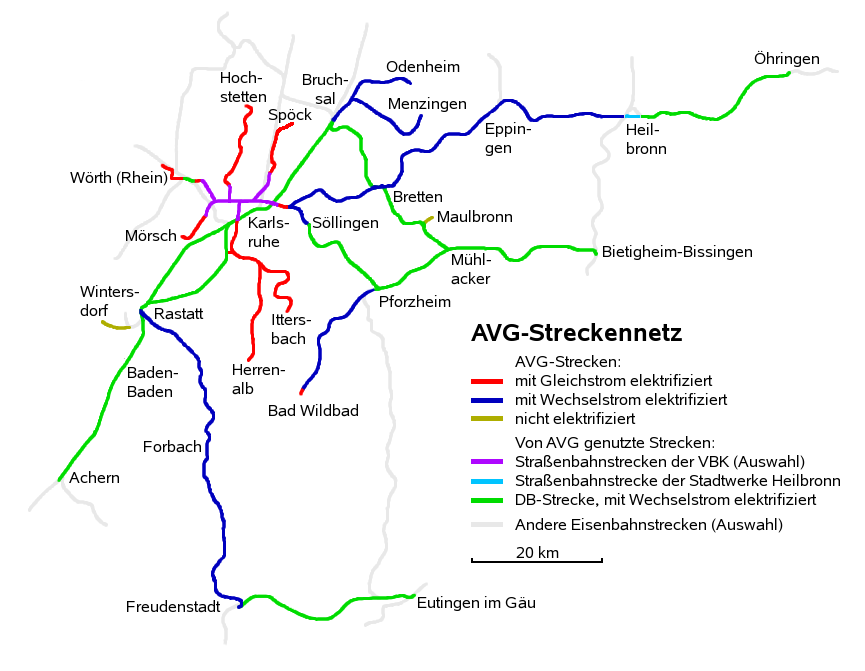
Karlsruher Stadtbahnnetz

### Entwicklung im „Freudenstädter Stern“ (seit 1990)

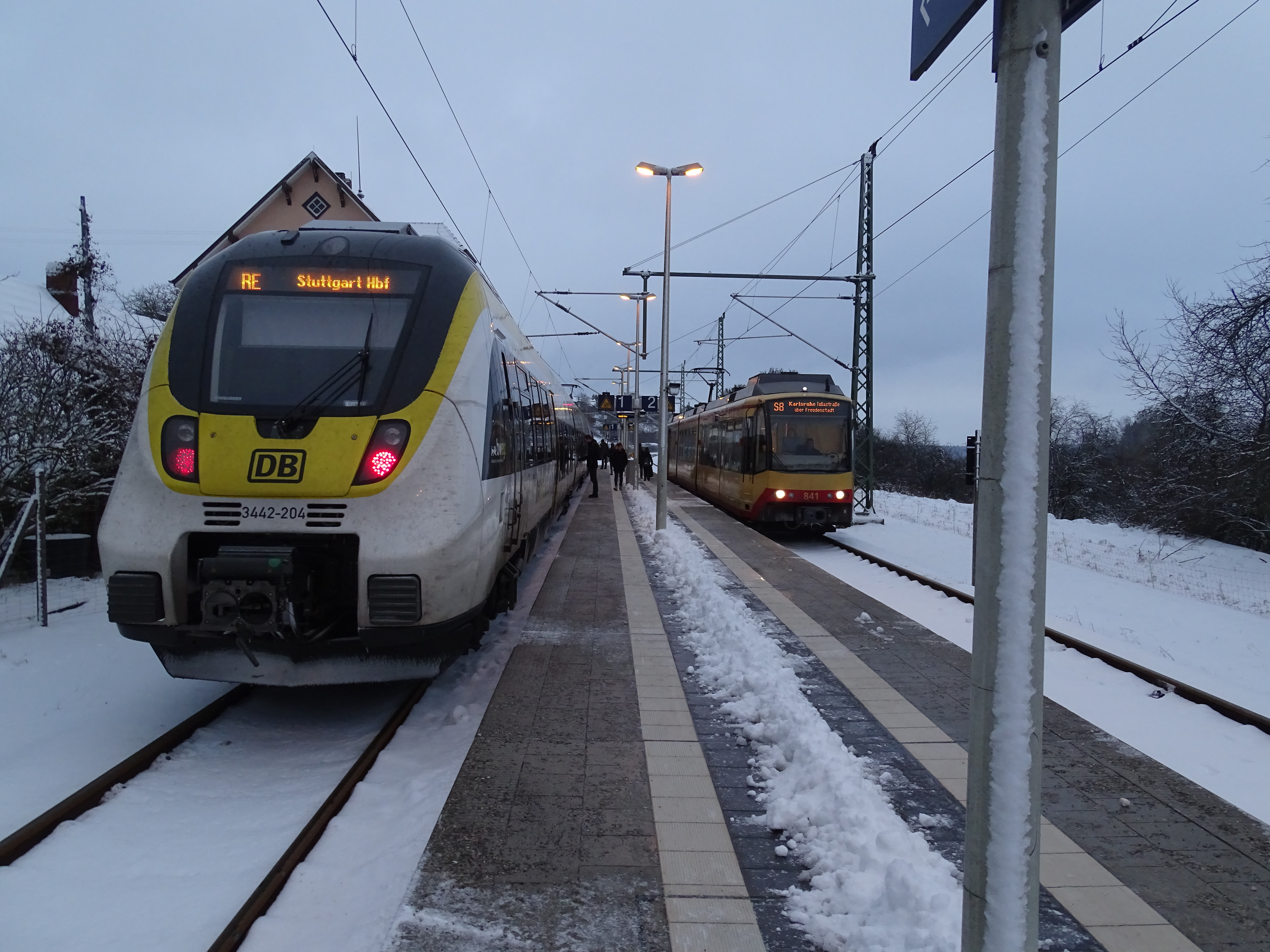
Kreuzungsbahnhof Schopfloch

Von 1993 bis 1999 wies die Strecke vorübergehend auch Fernverkehr auf, als das Interregio-Zugpaar Murgtal Norddeich über Karlsruhe und Freudenstadt mit Alpirsbach verband.
Mitte der 1990er Jahre entstanden Pläne für ein Regionalnetz mit dem Namen Freudenstädter Stern. Diese sahen Kostensenkungen durch weitestgehende Rationalisierung bei Personal und Infrastruktur, die Einführung eines integralen Taktfahrplanes und Zugleistungen mindestens im Stundentakt vor.
Große Schritte hin zur Vollendung des Freudenstädter Sterns waren die Elektrifizierung der Murgtalbahn im Zuge der Verlängerung der Linien S 31 (seit 2016 S 81) und S 41 (S 8) der Karlsruher Stadtbahn nach Freudenstadt 2003, die Übernahme des Betriebes zwischen Hausach und Freudenstadt durch die Ortenau-S-Bahn (OSB) im Jahr 2005 sowie die Errichtung eines Elektronischen Stellwerks (ESTW) am Hauptbahnhof Freudenstadt.
Eines der letzten Projekte des Regionalnetzes war die Elektrifizierung der Strecke im Jahr 2006 sowie der Neu- bzw. Umbau der Kreuzungsbahnhöfe Schopfloch und Hochdorf. Die Strecke konnte auf diese Weise mit der damaligen Linie S 41 ins Karlsruher Stadtbahnnetz eingebunden werden. Mit der Umstellung ging eine starke Zunahme der Fahrgastzahlen einher. Nutzten 2005 nur etwa 500 Fahrgäste pro Tag das Zugangebot auf der Strecke, so waren es 2007 bereits 1300 und 2008 1400 Fahrgäste.
Um auch die Bevölkerung des östlichen Landkreises Freudenstadt nach dem Vorbild der Murgtalbahn möglichst gut an die Eisenbahn anzubinden, wurden neue Haltepunkte in Grüntal-Wittlensweiler (bei Freudenstadt), Dornstetten-Aach, Dornstetten-Heselwiesen (als Ersatz für den alten Bahnhof), Horb-Heiligenfeld und Eutingen im Gäu Nord geplant. Von diesen wurde im Dezember 2012 schließlich der erste Haltepunkt Horb-Heiligenfeld im gleichnamigen Industriegebiet eröffnet. Ein Jahr später, im Dezember 2013, folgte die Reaktivierung des ehemaligen Haltepunktes Freudenstadt-Grüntal unter dem neuen Namen Grüntal-Wittlensweiler. Des Weiteren wurde der Haltepunkt Bittelbronn barrierefrei ausgebaut. Die beiden neuen Haltepunkte in Dornstetten verzögerten sich lange wegen Variantenabwägungen auf kommunaler Ebene im Planfeststellungsverfahren. Im Februar 2017 wurde der Planfeststellungsbescheid durch das Eisenbahn-Bundesamt erlassen und im Dezember 2019 wurden die Haltepunkte Eutingen Nord, Dornstetten (neu) und Dornstetten-Aach schließlich eröffnet.
Im Mai 2022 genehmigte das Regierungspräsidium Freiburg den Ausbau vorhandener Gleisanlagen im Industriegebiet Heiligenfeld in Horb für ein Containerterminal für den kombinierten Verkehr. Der symbolische Spatenstich wurde im gleichen Monat begangen. Nach knapp acht Monaten Bauzeit wurde das Kombi-Terminal im Januar 2023 eröffnet. Es beinhaltet zwei Ladegleise mit einer Länge von je 350 m und ein Umfahrgleis und verfügt über eine Ladekapazität von bis zu 18.000 TEU pro Jahr.

## Bauliche Besonderheiten
Die größte Herausforderung beim Bau der Strecke war die Überwindung der Täler bei Aach, Grüntal, Wittlensweiler und Lauterbad. Dies erforderte den Bau von vier aufwändigen Fachwerkviadukten:
- Das Kübelbachviadukt führt nahe dem heutigen Dornstetter Stadtteil Aach über das Tal des Kübelbaches und die Bundesstraße 28. Der Bau erfolgte von 1875 bis 1879. Die Brücke ist 279 Meter lang, hat fünf Öffnungen, vier Mittelpfeiler und ist etwa 45 Meter hoch.[15][16]
- Das Stockerbachviadukt war früher baugleich mit dem Kübelbachviadukt, wurde jedoch nach seiner Zerstörung in modernerer Bauart wiederhergestellt. Es führt bei Grüntal über den namensgebenden Stockerbach. Die Länge beträgt ebenfalls 279 Meter, die Höhe ca. 43 Meter. Gebaut wurde es zeitgleich mit dem Kübelbachviadukt.[17]
- Als kleinstes der vier Viadukte führt das 1877–1878 erbaute Ettenbachviadukt im heutigen Freudenstädter Stadtteil Wittlensweiler über den Ettenbach. Es hat eine Länge von 171 Metern, die Höhe beträgt 25 Meter.[18]
- Das Lauterbadviadukt ist 213 Meter lang und überquert nach dem Freudenstädter Ortsteil Lauterbad den Fluss Lauter.

Für den Bau wurden große Mengen Stein aus Steinbrüchen der Region verwendet. Die Eisenkonstruktionen wurden aus Horb-Neckarhausen angeliefert.

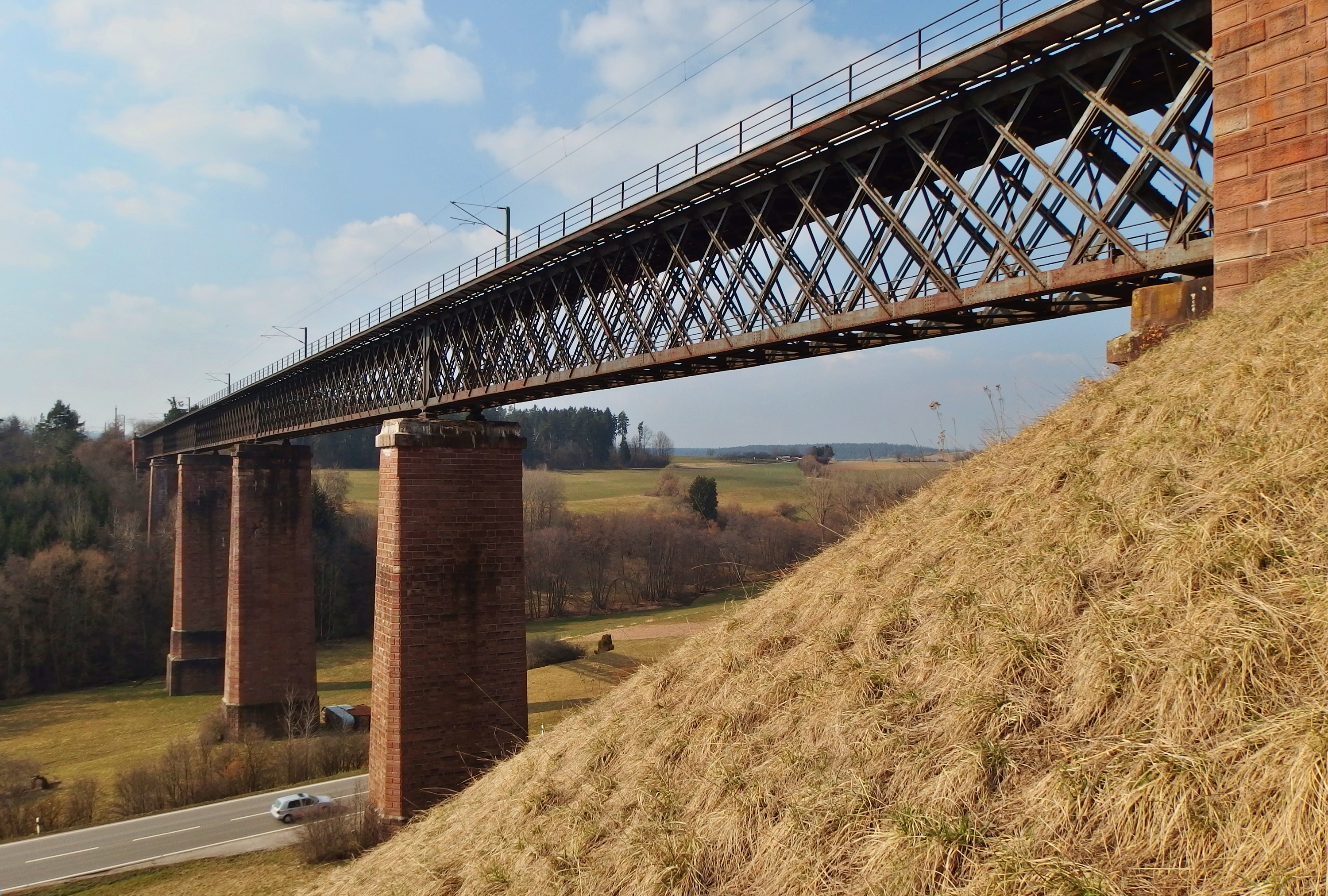
Kübelbachviadukt
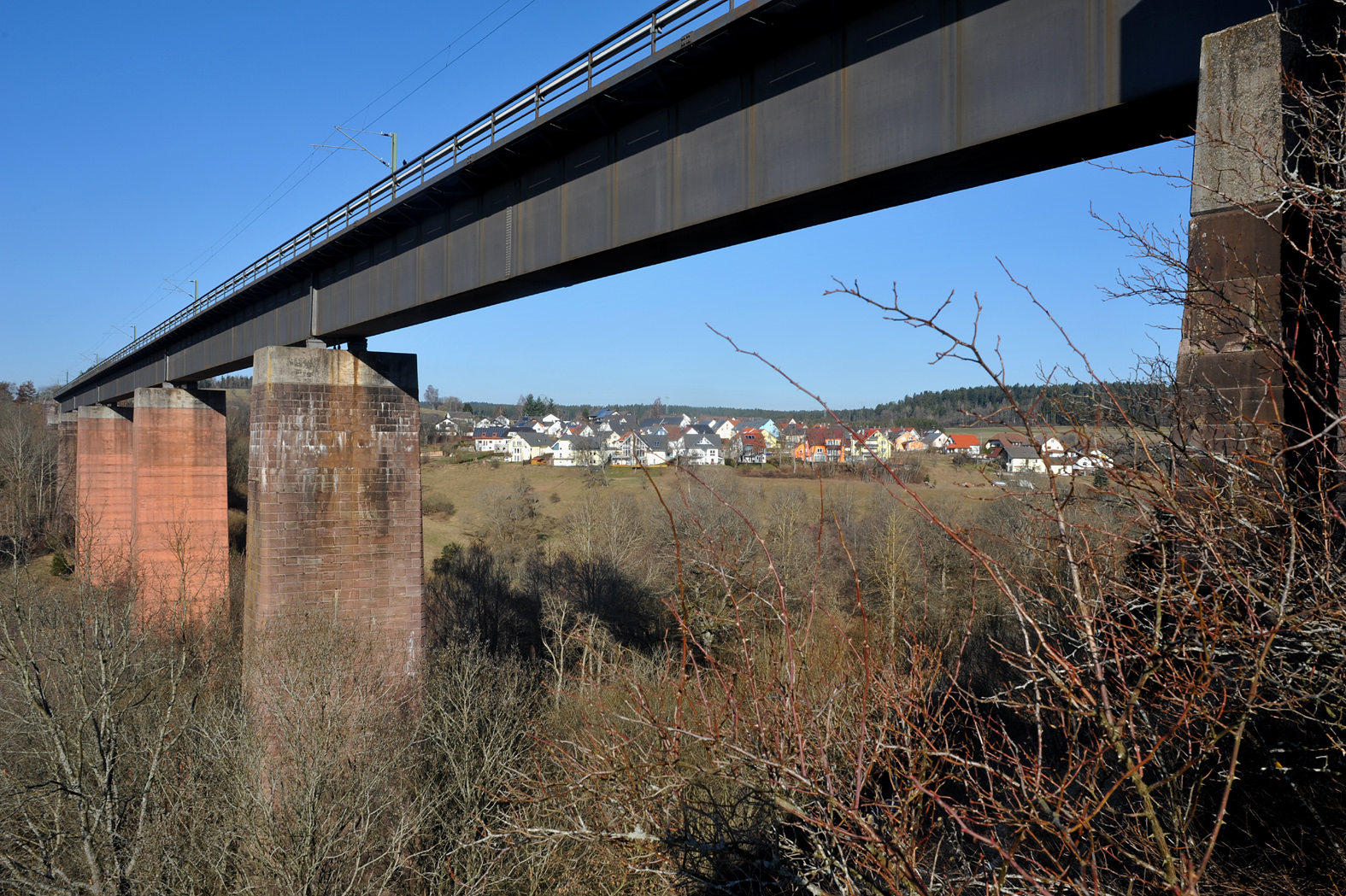
Stockerbachviadukt
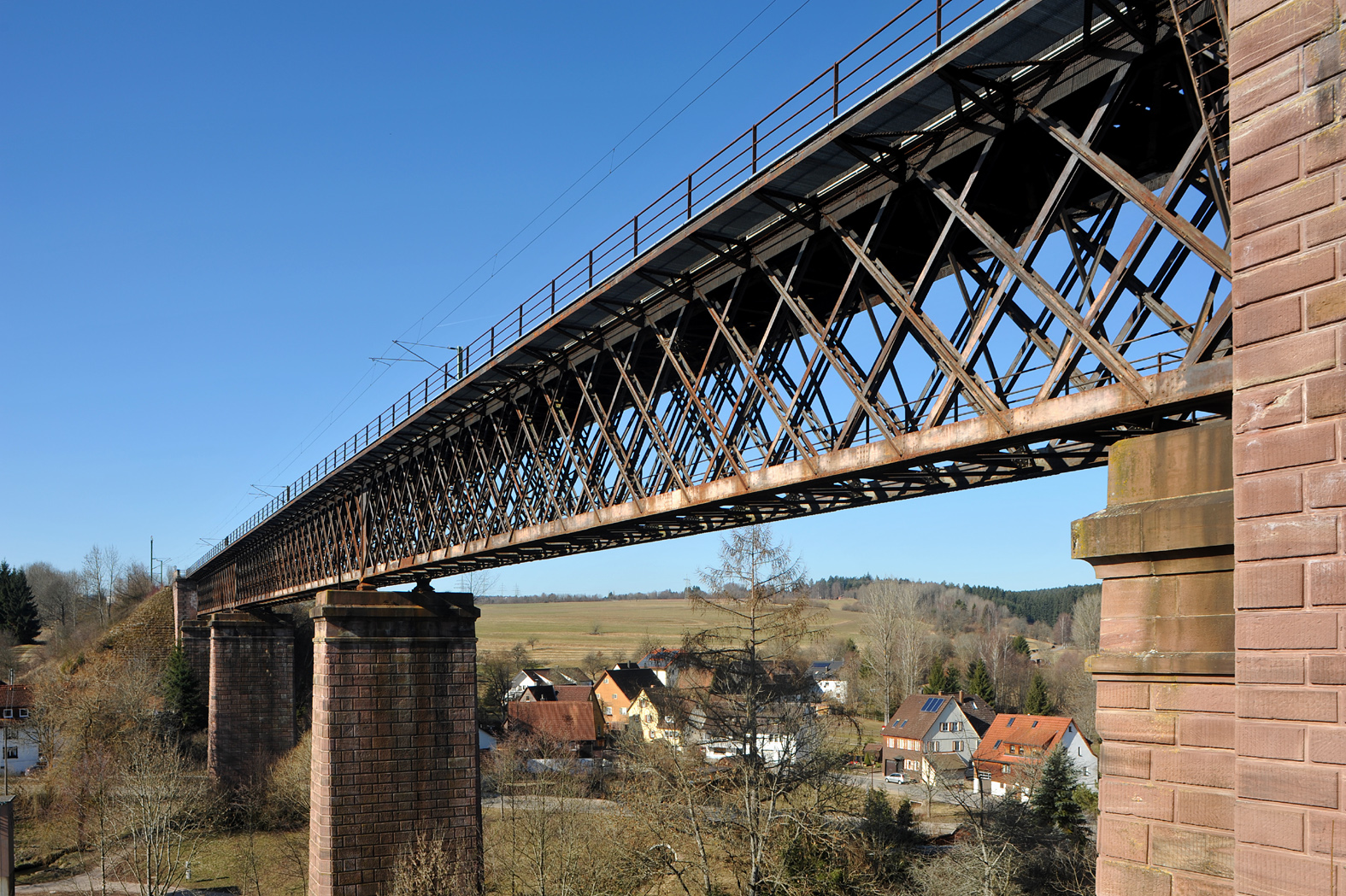
Ettenbachviadukt
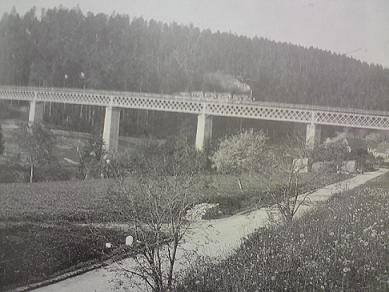
Lauterbadviadukt

## Betrieb

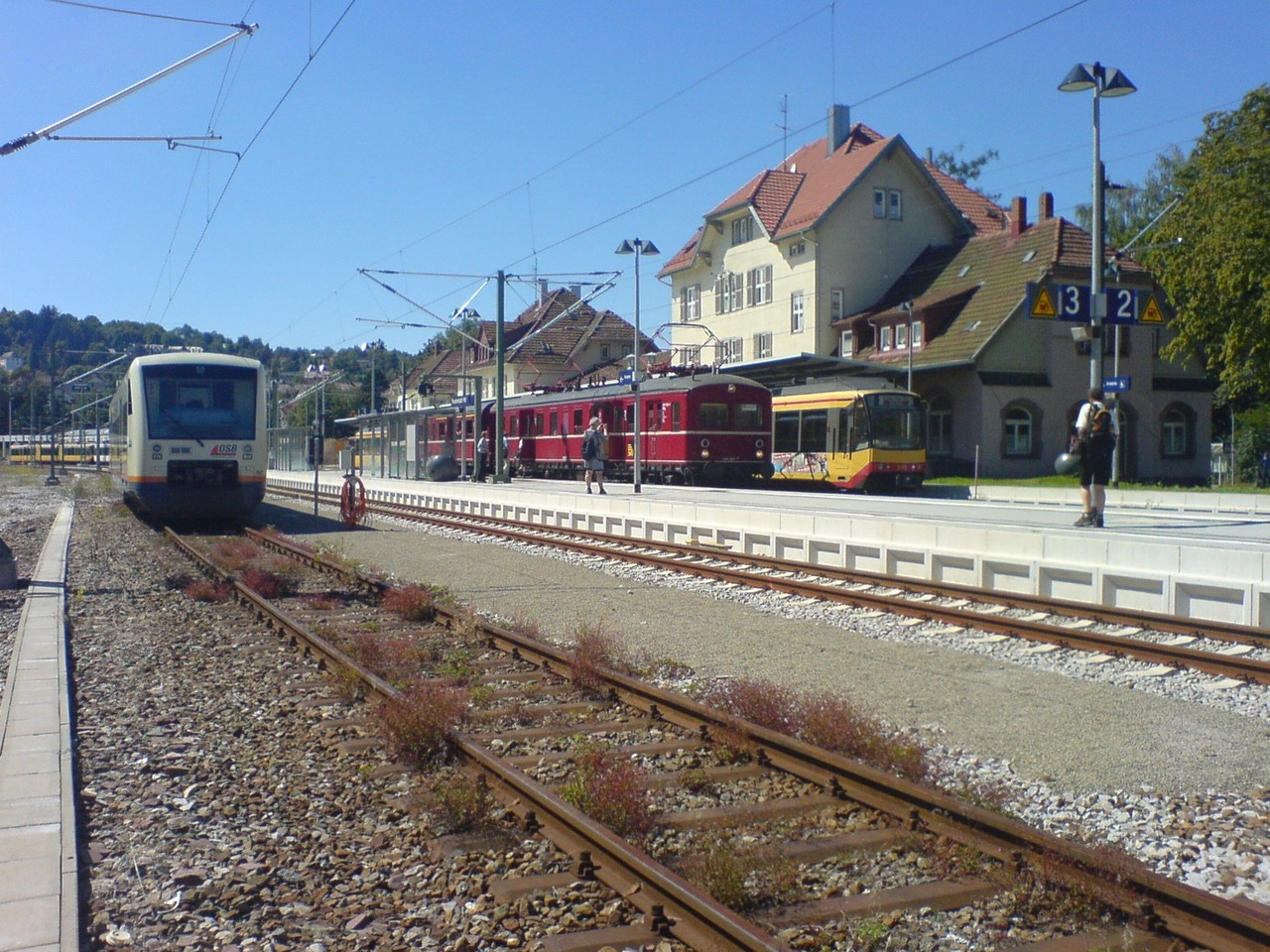
Hauptbahnhof Freudenstadt

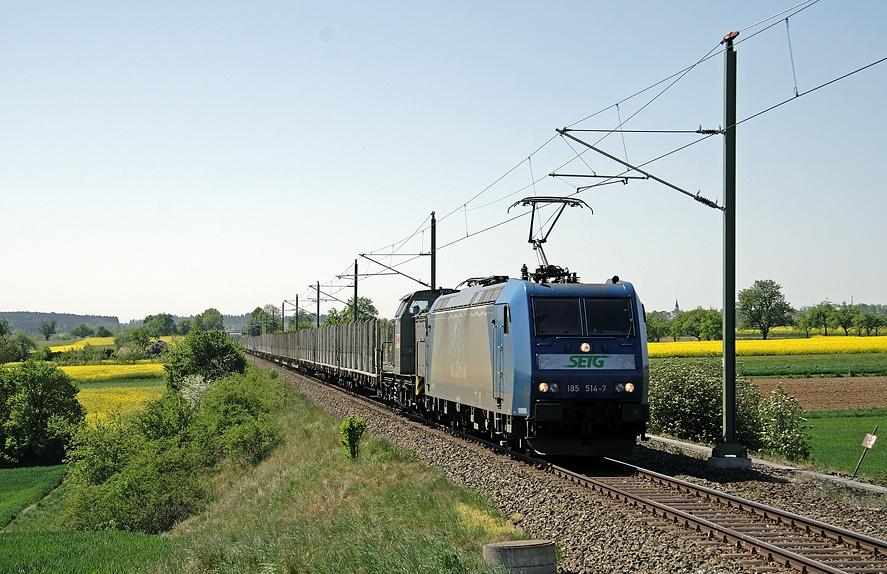
Leerer Holzzug aus Horb-Heiligenfeld

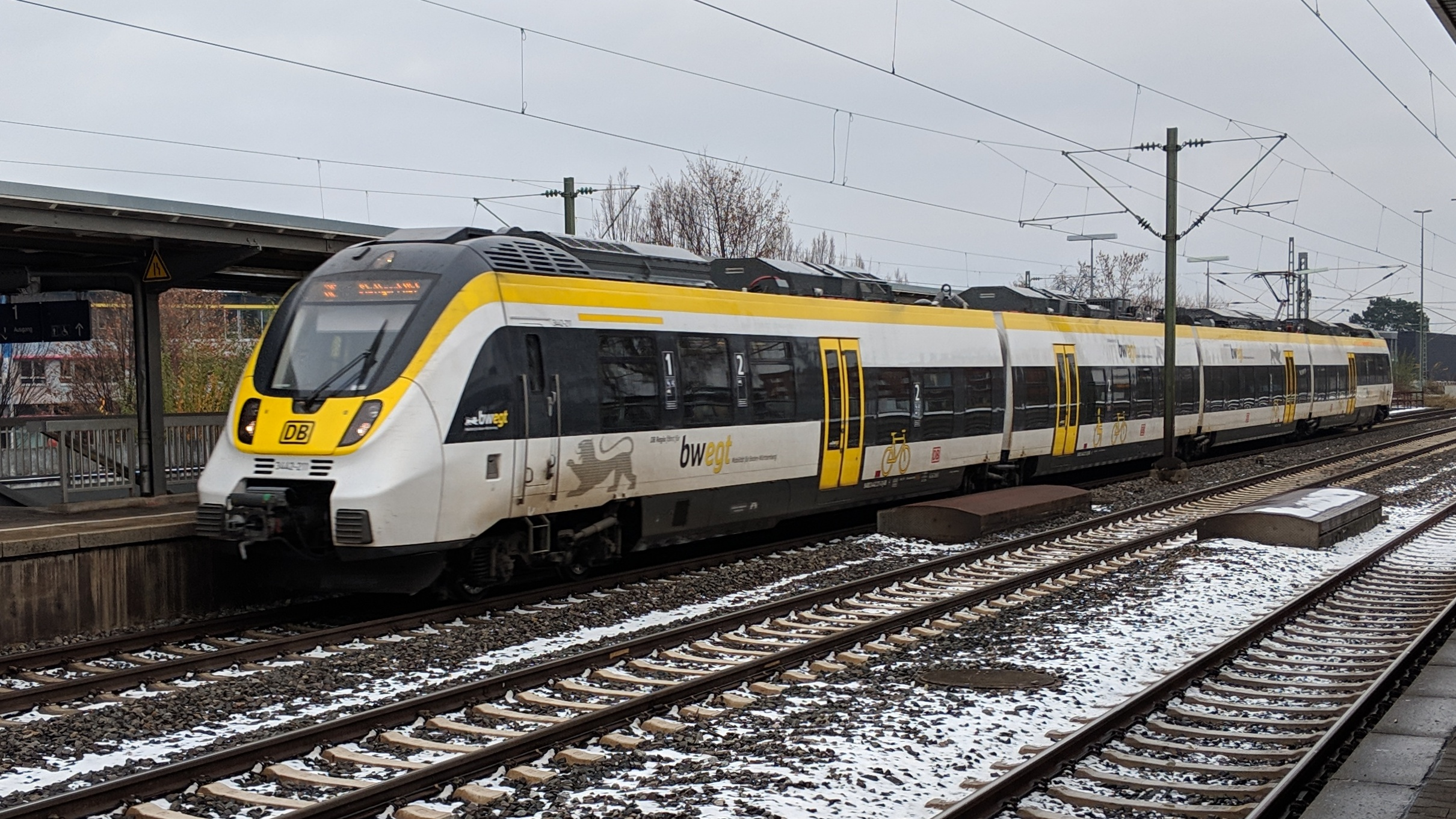
Triebzug Bombardier Talent 2 fährt als Regional-Express zwischen Stuttgart und Freudenstadt

### Allgemein
Im Abschnitt Eutingen im Gäu–Freudenstadt Hauptbahnhof verkehrt im Zweistundentakt die Regional-Express-Linie RE 14b Stuttgart Hauptbahnhof–Freudenstadt Hauptbahnhof, die von DB Regio betrieben wird. Ebenfalls im Zweistundentakt verkehrt auf diesem Streckenabschnitt die Stadtbahnlinie S 8/S 81 Bondorf (b Herrenberg)-Karlsruhe Tullastraße der Stadtbahn Karlsruhe. Diese wird von der Albtal-Verkehrs-Gesellschaft (AVG) im Auftrag der Deutschen Bahn betrieben. Auf dem Streckenabschnitt Schiltach–Freudenstadt verkehrt im Stundentakt die Regio-S-Bahn-Linie *RS 1 Offenburg–Freudenstadt Hauptbahnhof, die von der SWEG Südwestdeutsche Landesverkehrs-GmbH betrieben wird.
Im Jahr 2007 errichtete die AVG beim Hauptbahnhof Freudenstadt eine Betriebshalle für Personal und Wagenmaterial. Insgesamt haben hier sechs eigene Fahrzeuge und zwei Triebwagen der Deutschen Bahn eine geschützte Abstellmöglichkeit.
Der Güterverkehr spielt eine abnehmende Rolle. Nur noch im Industriegebiet Horb-Heiligenfeld gibt es eigens für den Güterverkehr vorgesehene Gleise. Letztmals erfolgte nach den Sturmschäden der Orkane Lothar und Kyrill ein größerer Holztransport. Problematisch beim Güterverkehr ist insbesondere die hohe Auslastung auf dem kurzen Abschnitt zwischen Eutingen und Hochdorf, wo auch Züge der Relation Tübingen–Pforzheim verkehren. Mit der Eröffnung des Kombi-Terminals Horb bei Heiligenfeld verkehren zweimal wöchentlich Containerzüge zwischen dem Terminal und den deutschen Nordseehäfen.

### Fahrzeuge
- Als RE Stuttgart–Freudenstadt verkehren Triebwagen des Typs Talent 2.[20]
- Zwischen Eutingen im Gäu und Freudenstadt verkehren im stündlichen Wechsel zu den RE Stadtbahnen des Typs GT8-100D/2S-M.
- Auf der Strecke von Freudenstadt nach Schiltach und weiter nach Offenburg kommen Siemens Mireo Plus B der Ortenau-S-Bahn zum Einsatz.

### Tarife
Neben dem Tarif der Deutschen Bahn sind auf der gesamten Strecke Fahrkarten der Verkehrs-Gemeinschaft Landkreis Freudenstadt (vgf) gültig. Überdies kann das RegioX-Ticket des Karlsruher Verkehrsverbundes (KVV) genutzt werden.